# Simning vid världsmästerskapen i simsport 2024 – Damernas 100 meter fjärilsim
Damernas 100 meter fjärilsim vid världsmästerskapen i simsport 2024 avgjordes mellan den 11 och 12 februari 2024 i Aspire Dome i Doha i Qatar.
Tyska Angelina Köhler tog guld efter ett lopp på 56,28 sekunder. Silvret togs av amerikanska Claire Curzan och bronset togs av svenska Louise Hansson.

## Rekord
Inför tävlingens start fanns följande världs- och mästerskapsrekord:
|                   | Namn           | Nation  | Tid   | Ort                       | Datum          |
| ----------------- | -------------- | ------- | ----- | ------------------------- | -------------- |
| Världsrekord      | Sarah Sjöström | Sverige | 55,48 | Rio de Janeiro, Brasilien | 7 augusti 2016 |
| Mästerskapsrekord | Sarah Sjöström | Sverige | 55,53 | Budapest, Ungern          | 24 juli 2017   |

## Resultat

### Försöksheat
Försöksheaten startade den 11 februari klockan 10:18.
| Placering | Heat | Bana | Namn                  | Nationalitet                 | Tid     | Noteringar |
| --------- | ---- | ---- | --------------------- | ---------------------------- | ------- | ---------- |
| 1         | 3    | 4    | Angelina Köhler       | Tyskland                     | 56,41   | 0Q0, 0NR0  |
| 2         | 4    | 4    | Louise Hansson        | Sverige                      | 57,45   | 0Q0        |
| 3         | 3    | 5    | Erin Gallagher        | Sydafrika                    | 57,59   | 0Q0, 0AR0  |
| 4         | 5    | 5    | Brianna Throssell     | Australien                   | 57,78   | 0Q0        |
| 5         | 5    | 4    | Claire Curzan         | USA                          | 57,94   | 0Q0        |
| 6         | 4    | 5    | Alexandria Perkins    | Australien                   | 58,10   | 0Q0        |
| 7         | 5    | 6    | Chiharu Iitsuka       | Japan                        | 58,35   | 0Q0        |
| 8         | 5    | 3    | Barbora Seemanová     | Tjeckien                     | 58,37   | 0Q0        |
| 9         | 4    | 2    | Helena Rosendahl Bach | Danmark                      | 58,67   | 0Q0        |
| 10        | 4    | 3    | Anna Ntountounaki     | Grekland                     | 58,72   | 0Q0        |
| 11        | 4    | 6    | Nagisa Ikemoto        | Japan                        | 58,73   | 0Q0        |
| 12        | 4    | 0    | Anastasija Kuljasjova | Neutrala oberoende idrottare | 58,94   | 0Q0        |
| 13        | 3    | 7    | Farida Osman          | Egypten                      | 59,11   | 0Q0        |
| 14        | 5    | 2    | Amina Kajtaz          | Kroatien                     | 59,14   | 0Q0        |
| 15        | 3    | 3    | Katerine Savard       | Kanada                       | 59,24   | 0Q0        |
| 16        | 3    | 1    | Park Jung-won         | Sydkorea                     | 59,32   | 0Q0        |
| 17        | 3    | 6    | Paulina Peda          | Polen                        | 59,47   |            |
| 18        | 3    | 2    | Quah Jing Wen         | Singapore                    | 59,61   |            |
| 19        | 4    | 1    | Paula Juste           | Spanien                      | 59,82   |            |
| 20        | 4    | 9    | Gong Zhenqi           | Kina                         | 59,87   |            |
| 21        | 4    | 7    | Mariana Pacheco       | Portugal                     | 59,93   |            |
| 22        | 5    | 9    | Laura Lahtinen        | Finland                      | 1.00,06 |            |
| 23        | 5    | 1    | Valentina Becerra     | Colombia                     | 1.00,34 |            |
| 24        | 3    | 8    | Sofia Spodarenko      | Kazakstan                    | 1.00,39 |            |
| 24        | 4    | 8    | María José Mata Cocco | Mexiko                       | 1.00,39 |            |
| 26        | 5    | 8    | Natalie Kan           | Hongkong                     | 1.00,50 |            |
| 27        | 5    | 7    | Sonia Laquintana      | Italien                      | 1.01,31 |            |
| 28        | 3    | 0    | Kamonchanok Kwanmuang | Thailand                     | 1.01,45 |            |
| 29        | 3    | 9    | Jessica Calderbank    | Jamaica                      | 1.01,82 |            |
| 30        | 5    | 0    | Luana Alonso          | Paraguay                     | 1.02,33 |            |
| 31        | 2    | 5    | Varsenik Manucharyan  | Armenien                     | 1.02,59 |            |
| 32        | 2    | 3    | Ana Nizharadze        | Georgien                     | 1.03,28 |            |
| 33        | 2    | 6    | Oumy Diop             | Senegal                      | 1.03,97 |            |
| 34        | 2    | 7    | Lia Lima              | Angola                       | 1.03,98 |            |
| 35        | 2    | 2    | Imara Thorpe          | Kenya                        | 1.04,81 |            |
| 36        | 2    | 8    | María Fernández       | Dominikanska republiken      | 1.05,08 |            |
| 37        | 2    | 1    | Cheang Weng Chi       | Macao                        | 1.05,11 |            |
| 38        | 2    | 0    | Rebecca Najem         | Libanon                      | 1.05,57 |            |
| 39        | 1    | 7    | Mia Laban             | Cooköarna                    | 1.07,35 |            |
| 40        | 2    | 9    | Amaya Bollinger       | Guam                         | 1.08,15 |            |
| 41        | 1    | 4    | Sara Akasha           | Förenade arabemiraten        | 1.11,72 |            |
| 42        | 1    | 5    | Naekeisha Louis       | Saint Lucia                  | 1.14,92 |            |
| 43        | 1    | 6    | Sonia Khatun          | Bangladesh                   | 1.17,86 |            |
| 44        | 1    | 3    | Amylia Chali          | Tanzania                     | 1.19,92 |            |
| 45        | 1    | 2    | Leena Mohamedahmed    | Sudan                        | 1.36,65 |            |
| –         | 2    | 4    | María Schutzmeier     | Nicaragua                    | 0DNS0   | 0DNS0      |

### Semifinaler
Semifinalerna startade den 11 februari klockan 19:12.
| Placering | Heat | Bana | Namn                  | Nationalitet                 | Tid   | Noteringar |
| --------- | ---- | ---- | --------------------- | ---------------------------- | ----- | ---------- |
| 1         | 2    | 4    | Angelina Köhler       | Tyskland                     | 56,11 | 0Q0, 0NR0  |
| 2         | 2    | 3    | Claire Curzan         | USA                          | 57,06 | 0Q0        |
| 3         | 1    | 5    | Brianna Throssell     | Australien                   | 57,22 | 0Q0        |
| 4         | 1    | 4    | Louise Hansson        | Sverige                      | 57,28 | 0Q0        |
| 5         | 1    | 2    | Anna Ntountounaki     | Grekland                     | 57,86 | 0Q0        |
| 6         | 2    | 5    | Erin Gallagher        | Sydafrika                    | 57,92 | 0Q0        |
| 7         | 2    | 6    | Chiharu Iitsuka       | Japan                        | 58,01 | 0Q0        |
| 8         | 1    | 3    | Alexandria Perkins    | Australien                   | 58,05 | 0Q0        |
| 9         | 2    | 2    | Helena Rosendahl Bach | Danmark                      | 58,15 |            |
| 10        | 1    | 6    | Barbora Seemanová     | Tjeckien                     | 58,28 |            |
| 11        | 2    | 7    | Nagisa Ikemoto        | Japan                        | 58,61 |            |
| 12        | 2    | 8    | Katerine Savard       | Kanada                       | 58,73 |            |
| 13        | 1    | 8    | Park Jung-won         | Sydkorea                     | 58,75 |            |
| 14        | 1    | 7    | Anastasija Kuljasjova | Neutrala oberoende idrottare | 59,03 |            |
| 15        | 2    | 1    | Farida Osman          | Egypten                      | 59,12 |            |
| 16        | 1    | 1    | Amina Kajtaz          | Kroatien                     | 59,22 |            |

### Final
Finalen startade den 12 februari klockan 19:09.
| Placering | Bana | Namn               | Nationalitet | Tid   | Noteringar |
| --------- | ---- | ------------------ | ------------ | ----- | ---------- |
| 1         | 4    | Angelina Köhler    | Tyskland     | 56,28 |            |
| 2         | 5    | Claire Curzan      | USA          | 56,61 |            |
| 3         | 6    | Louise Hansson     | Sverige      | 56,94 |            |
| 4         | 3    | Brianna Throssell  | Australien   | 56,97 |            |
| 5         | 2    | Anna Ntountounaki  | Grekland     | 57,62 |            |
| 6         | 8    | Alexandria Perkins | Australien   | 57,68 |            |
| 7         | 7    | Erin Gallagher     | Sydafrika    | 57,83 |            |
| 8         | 1    | Chiharu Iitsuka    | Japan        | 58,23 |            |